# 紳寶-340空中預警機
紳寶340空中預警機（瑞典語：Saab340 AEW&C）或（瑞典語：S 100 Argus），是瑞典紳寶集團所研製的一款空中預警機。紳寶340空中預警機是從紳寶340變種而來，皆因紳寶集團以紳寶340為愛立眼雷達系統的機載平台，從而成為一架空中預警機。
在紳寶340空中預警機測試過後，瑞典空軍正式指定其編號為S 100B，成為其在瑞典空軍服役的一種名稱。

## 概述
薩博340空中預警機首次測試於1994年7月，當時瑞典空軍選擇紳寶集團的紳寶340客機為愛立眼雷達系統的測試平台。其後於1995年，瑞典空軍正式指定用於愛立眼的測試平台紳寶340編號為S 100B，並命名為Argus。
作為空中預警機，薩博340空中預警機裝載了由愛立信微波系統（現在為紳寶集團電子防禦系統）所開發的愛立眼雷達系統，其有著獨特的「平衡木」設計，與當時其他國家所設計的系統存在明顯分別。
至今，薩博340空中預警機已經成功銷售至除了瑞典之外的泰國和阿拉伯聯合大公國。其中，巴基斯坦選購了以紳寶2000為平台設計的空中預警機，而希臘則曾向瑞典空軍租借過兩架薩博340空中預警機。

## 發展型
- 薩博340 AEW／S 100B ：FSR-890
- 薩博340 AEW-200：IS-340
- 薩博340 AEW-300 / S 100D ：ASC-890

## 使用國家
现役
- 瑞典：瑞典空軍採用了四架S 100B百眼巨人與其變種[2]。
- 泰國：2008年泰國空軍向瑞典訂購一架薩博340空中預警機，並於2010年接收[3]。
- 波蘭：2023年7月購買了兩架前UAE二手飛機，第一架飛機於2024年3月交付，第二架飛機於2024年6月交付。

退役
- 希腊：希臘曾經向瑞典空軍租借兩架薩博340空中預警機，其後當巴西向希臘空軍正式交付EMB-145（英语：Embraer R-99）時，已經向瑞典歸還[4]。
- 阿联酋：阿拉伯聯合大公國向瑞典訂購了薩博340空中預警機[5]。

## 技術規格（薩博340 AEW&C）
数据来源： 
基本诸元
- 乘员： 6
- 长度： 20.57公尺（67英呎5 27/32英吋）
- 翼展： 21.44公尺（70英呎4 3/32英吋）
- 高度： 6.97公尺（22英呎10 13/32英吋）
- 空重： 10300[7]公斤（22707磅）
- 总重： 13155公斤（29001.8磅） 每个

性能
- 滯空時間： 5+[7]小時
- 实用升限： 7,620公尺（25,000英呎）